# Pierre-Étienne Heymann
Pour les personnes ayant le même patronyme, voir Heymann.
 (septembre 2024).
Si vous disposez d'ouvrages ou d'articles de référence ou si vous connaissez des sites web de qualité traitant du thème abordé ici, merci de compléter l'article en donnant les références utiles à sa vérifiabilité et en les liant à la section « Notes et références ».
Pierre-Étienne Heymann est un comédien, metteur en scène et pédagogue français, né le 13 septembre 1935 à Marcq-en-Barœul (Nord). Il a dirigé l’école du Théâtre national de Strasbourg (1970 à 1972), la Scène nationale de Villeneuve d’Ascq La Rose des Vents (1976 à 1984), le Théâtre du Peuple de Bussang (1990), et le Théâtre de la Planchette (1973 à 2010).

## Biographie
Parallèlement à des études de Lettres classiques, il se forme au théâtre avec René Jauneau dans les stages du Ministère de la Jeunesse et des Sports, et fonde en 1954 à Lille la Compagnie du Fol, où il joue et fait la plupart des mises en scène. De 1962 à 1964, il est Assistant Départemental d’Éducation Populaire dans les services de la Jeunesse et des Sports du Nord. En 1964 il rejoint le Centre Dramatique du Nord (dont le siège est à Tourcoing) comme acteur et assistant à la mise en scène du directeur André Reybaz ; à partir de 1965 il y réalise des mises en scène, et prend en charge les actions d’animation. C’est ainsi qu’en 1968 il est un des premiers en France à faire entrer le Théâtre dans les établissements scolaires. En 1970, il est appelé par Hubert Gignoux au Théâtre national de Strasbourg comme metteur en scène et directeur de l’École. Il en démissionne en 1972, fait des mises en scène dans plusieurs Centres Dramatiques, et fonde le Théâtre de la Planchette.
En 1976, les urbanistes qui édifient la Ville Nouvelle de Lille-Est (Villeneuve d’Ascq) lui proposent d’assurer la préfiguration et l’ouverture du théâtre modulable construit au milieu des champs dans le futur centre-ville. Il y installe le Théâtre de la Planchette, et y attire le public de la métropole lilloise, jusqu’à son départ en 1984. Il reprend alors une activité itinérante, au gré des coproductions avec les institutions du Théâtre public ou avec des théâtres parisiens. Il entame en 1991 une collaboration, comme metteur en scène et enseignant, avec le Centre Dramatique d’Evora (Portugal). À partir de 1994, il s’éloigne des circuits institutionnels. Il reprend une activité de comédien, dans des compagnies indépendantes (notamment le Thalia Théâtre, le Théâtre de la Chélidoine) ; et il réalise en Corrèze des spectacles de proximité, des petites formes qu’il joue en milieu rural, avec l’aide de l’association Peuple et Culture.
PEH a signé à ce jour environ 70 mises en scène, avec la collaboration pour la scénographie et les costumes de plasticiens comme Henri Cueco (17 spectacles en commun), Marinette Cueco, Elsa Blin, et de scénograhes (Yannis Kokkos, Claude Lemaire, Roland Deville, Gilone Brun) ; de chefs d’orchestre (Boris de Vinogradow) et de musiciens de jazz (Pablo Cueco, Mico Nissim) ; de dramaturges (le poète Maurice Regnaut, le philosophe Marc-Vincent Howlett). Toujours soucieux de rencontrer des publics nouveaux, il est parmi les premiers à monter des spectacles à domicile (à partir de 1981).

### Commentaire
« Isolé des modes parisiennes, Heymann a toujours eu le désir espiègle de ne pas faire exactement comme les autres. »

— Jean Lebrun, La Croix, 7 mars 1987

## Principales mises en scène
- Le Malcontent de John Marston, création en France (Compagnie du Fol, Festival d’Uzerche, 1957)
- Morts au soleil de Louis Foucher (1959)
- Numance de Miguel de Cervantès (Compagnie du Fol, Limousin, 1962)
- Protée de Paul Claudel (Compagnie du Fol, Lille, 1962)
- La dame-fantôme de Pedro Calderon de la Barca (Compagnie du Fol, Limousin, 1964)
- La ménagerie de verre de Tennessee Williams (Centre Dramatique du Nord, 1965)[1]
- Les Immortelles de Pierre Bourgeade, création (Studio des Champs-Élysées, Biennale de Paris, 1967)
- Mademoiselle Jaïre de Michel de Ghelderode (Centre Dramatique du Nord, 1968)
- Carmagnole des Khongres de Louis Foucher, (création Centre Dramatique du Nord, 1968)[1]
- Le Barbier de Séville de Beaumarchais (Théâtre National de Strasbourg, 1969)
- Argyne sur le Mont Uhuru de Louis Foucher (Biennale de Paris, 1969)
- Le jeu de l’amour et du hasard de Marivaux (Centre Dramatique de Besançon, 1972)
- Marat/Sade de Peter Weiss (Comédie des Alpes, Grenoble, 1973)
- Mam’zelle Nitouche, opérette d’Hervé (Théâtre Municipal de Grenoble, 1973)
- Saint-Nicolas, mon bon patron d’Anne Perry-Bouquet, création (Cloître des Carmes, Festival d’Avignon, 1973)[1]
- L’Autruche et la Salomé d’Anne Perry-Bouquet, création (Centre d’Action Culturelle de Douai, 1974)[1]
- Le Ping-Pong d’Arthur Adamov (Salle Benoît XII, Festival d’Avignon, 1975)
- Lux in tenebris de Bertolt Brecht, création en France (Villeneuve d’Ascq, 1977)
- La Mère de Bertolt Brecht (Théâtre Populaire des Flandres, Lille, 1979)
- Rabelais ! de Pierre-Etienne Heymann et Daniel Lemahieu (Villeneuve d’Ascq, 1981)
- Rabelais à table, spectacle à domicile (Villeneuve d’Ascq, 1981 ; puis Corrèze, 1996)
- Entre chien et loup de Daniel Lemahieu, création (Paris, Théâtre de l’Athénée, 1982)
- Macbeth de William Shakespeare (Villeneuve d’Ascq, 1982 ; puis Bussang, 1990)
- En attendant Godot de Samuel Beckett (Théâtre de la Planchette, Villeneuve d’Ascq, 1982)
- Scènes de ménage à domicile, d’après Georges Courteline (Villeneuve d’Ascq, 1983)
- Les Mains sales de Jean-Paul Sartre (Théâtre de la Planchette, Bourges, 1987)
- Djebels de Daniel Lemahieu, création (Théâtre de la Planchette, Paris, Artistic Athévains, 1988)
- La Passion du jardinier de Jean-Pierre Sarrazac, création (Théâtre de la Planchette, Créteil, 1989)
- Un fils de notre temps d’Odön von Horváth, création en France (Théâtre de la Planchette, Paris, Théâtre 14, 1990)
- Les Chaises d’Eugène Ionesco (Centre Dramatique de Limoges, 1991)
- Par-dessus bord de Michel Vinaver (Centre Dramatique d’Evora, 1991)
- La figlia del mago, opéra de Lorenzo Ferrero, création en France (Théâtre des Arts de Rouen, 1992)
- Le Débit de pain de Bertolt Brecht (Théâtre de la Planchette, Bourges, 1992 ; puis Centre Dramatique d’Evora, 2001)
- Oh les beaux jours de Samuel Beckett (Centre Dramatique de Limoges, 1995)
- L’Été des serpents d’Henri Cueco, création (Peuple et Culture Corrèze, 1996)
- Moi bertolt brecht (Peuple et Culture Corrèze, 1997)
- Rabelais en chair et en os (Peuple et Culture Corrèze, 2002)
- Le Cran de l’abattu de Pierre-Etienne Heymann, création (Théâtre de la Planchette et Peuple et Culture, Tulle, 2003)
- Autos da Revolução, d’après António Lobo Antunes, création (Centre Dramatique d’Evora, 2004 ; puis 2014)
- Café Mário de Pierre-Etienne Heymann, création (Centre Dramatique d’Evora, 2011)
- Apocalipse Hoje, composé de 11 septembre 2001 de Michel Vinaver ; Daral Shaga et Le Serment de Paris de Laurent Gaudé, créations

## Activités d'enseignement
- Direction de l’École du Théâtre National de Strasbourg (1970 à 1972)
- Chargé de cours à l’Institut d’Études Théâtrales de l’Université de Paris III Sorbonne Nouvelle (1973 à 1988), puis à celui de Paris IX Nanterre (1989 à 1993) ; au Centre National des Arts du Cirque de Chalons (1985 à 1987)
- Ateliers dans les Écoles de la Comédie de Saint-Etienne et du Centre Dramatique d’Evora, les Ateliers de Formation et de Recherche de la Comédie de Caen, les Conservatoires de région de Boulogne-Billancourt (classe de chant) et de Montpellier
- Stages de formation de comédiens marocains

## Écritures
- Regards sur les mutations du Théâtre public,1968-1998 (L’Harmattan, 2000)
- Théâtre et Ecole. Les fruits de la passion, in Le Théâtre et l’école, ouvrage collectif dirigé par Jean-Claude Lallias, Jacques Lassalle et Jean-Pierre Loriol (Actes Sud, 2002)
- Articles dans les revues et périodiques : Les Cahiers Pédagogiques, Travail théâtral, Théâtre/Public, ATAC-Informations, Adágio (Portugal), Le Monde Diplomatique, Alternatives théâtrales (Belgique), Cité, Cahiers de la Maison Jean Vilar, Etudes théâtrales, Incertain regard, etc.
- Le cran de l’abattu (2003) et Café Mário (2011), textes de théâtre (non édités)

## Discographie
- Entretien avec Moussa Abadi, disque vinyle (ORTF, 1974)
- Gargantua de François Rabelais, en collaboration avec Pablo Cueco, 4 doubles CD (Transes européennes, Buda Musique, 2002 à 2004)